# Reyssouze

Reyssouze este o comună în departamentul Ain din estul Franței.